# Heinz Riek

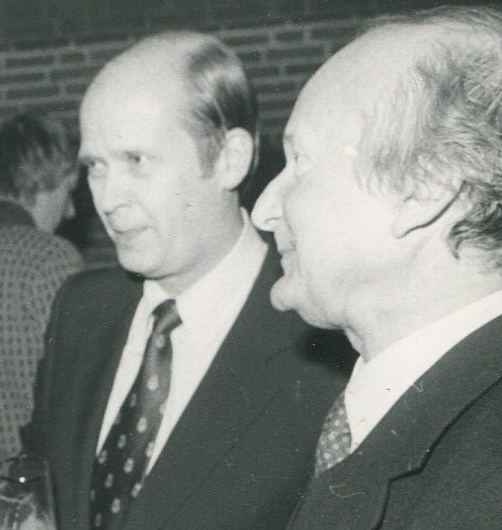
Heinz Riek (rechts) mit Senator Frank Dahrendorf bei einem NDR-Empfang

Heinz Riek (* 25. Juni 1918 in Berlin; † 3. Juni 2006 ebenda) war ein deutscher Journalist. Er war maßgeblich am Aufbau von Rundfunk und Fernsehen im Nachkriegsdeutschland beteiligt.

## Wirken
Schon als Schüler verdiente sich Heinz Riek Taschengeld mit der Übernahme von kleinen Sprechrollen im Haus des Rundfunks in der Berliner
Masurenallee.  
1938 begann er ein Publizistik-Studium bei Emil Dovifat an der Friedrich-Wilhelms-Universität in Berlin und arbeitete nebenbei für den Hörfunk und den Fernsehsender Paul Nipkow unter dem Intendanten Hans-Jürgen Nierentz. Die Einberufung zum Kriegsdienst bei der Luftwaffe 1939 beendete vorerst seinen Einstieg in den Journalismus.
Nach der Entlassung aus amerikanischer Kriegsgefangenschaft 1945 in Ludwigsburg fand Heinz Riek zunächst Arbeit beim französisch kontrollierten Sendernetz in Deutschland. 1946 zog er nach Berlin und schrieb als freier Mitarbeiter Artikel für die Stuttgarter Zeitschrift Der Standpunkt. Es folgte ein kurzes Engagement für den DIAS, dem Drahtfunk im amerikanischen Sektor (Vorläufer des RIAS).
Im Juni 1946 begann Riek als Chefreporter beim NWDR in Berlin. Zu seinen Hauptaufgaben zählte der Aufbau und die Leitung der aktuellen Redaktion Zeitfunk mit den Sendungen Rund um die Berolina, Echo des Tages und Berlin am Mikrofon.
Von 1948 an war er zusätzlich maßgeblich am Aufbau des demokratischen Nachkriegsfernsehens beteiligt. Er demonstrierte mit seinem Team Ergebnisse dieser Vorarbeit auf der Deutschen Industrieausstellung. Im Anschluss daran wurde er 1951 damit beauftragt, ein täglich zweistündiges Berliner Fernsehprogramm zu senden. 1954 wurde er zum Fernseh-Sendeleiter beim neu gegründeten Sender Freies Berlin berufen.
Im April 1959 wurde Heinz Riek nach Hamburg berufen, wo er zunächst den Aufbau und die Programmleitung des Norddeutschen Werbefernsehens übernahm. Von 1961 an zeichnet er für das Regionalfernsehen Nordschau verantwortlich. 1978 erhielt er für seine Verdienste um den deutschen Rundfunk die Hans-Bredow-Medaille. Bis zu seiner Pensionierung 1983 übte er beim NDR verschiedene Leitungsfunktionen aus.